# Козинська
Ко́зинська (рос. Козинская) — присілок у складі Лузького району Кіровської області, Росія. Входить до складу Лальського міського поселення.
Населення становить 17 осіб (2010, 29 у 2002).
Національний склад станом на 2002 рік — росіяни 100 %.